# فیتال فریم ۲: پروانه خونین
فیتال فریم ۲: پروانه خونین (به انگلیسی: Fatal Frame II: Crimson Butterfly) که در اروپا با نام پراجکت زیرو ۲: پروانه خونین شناخته می‌شود، یک بازی ویدئویی ژاپنی به سبک ترس و بقا که توسط تکمو ساخته و عرضه شده‌است. این دومین قسمت از مجموعه بازی‌های فیتال فریم و دنبالهٔ قسمت اول در سال ۲۰۰۱ می‌باشد. داستان بازی به دنبال دو خواهر دوقلو به نام‌های میو و مایو، و ماجراجویی آن‌ها در روستایی متروکه است که در آنجا با مسائل ماوراءالطبیعی و ارواح مواجه می‌شوند. بازیکن باید با استفاده از دوربین و توانایی جن‌گیری دشمنان را از پای درآورد و اسرار روستا را کشف کند. این بازی به‌طور گسترده به عنوان یکی از ترسناک‌ترین بازی‌های ویدئویی که تا کنون ساخته شده به‌شمار می‌رود.
فیتال فریم ۲: پروانه خونین برای اولین بار توسط تکمو در نوامبر ۲۰۰۳ برای کنسول پلی‌استیشن ۲ عرضه شد، سپس نسخه کنسول ایکس‌باکس آن که شامل برخی ویژگی‌های اضافی بود، یک سال بعد در نوامبر ۲۰۰۴ منتشر شد. از ویژگی‌های نسخه ایکس‌باکس می‌توان به یک درجه سختی اضافه، یک پایان متفاوت اضافی، لوازم جانبی بازشدنی، شش لباس جدید اضافی قابل آزاد شدن برای میو و مایو (از جلمه لباس شنا یا لباس شخصیت‌های آیانه و کاسومی از مجموعه بازی مرده یا زنده)، آزاد شدن حالت بقا و نمایش دید اختیاری به صورت کنترل اول شخص اشاره کرد. بازی همچنین در سال ۲۰۱۳ از طریق شبکه پلی‌استیشن برای کنسول پلی‌استیشن ۳ در دسترس قرار گرفت و یک نسخه بازسازی شده از بازی نیز تحت عنوان پراجکت زیرو ۲: نسخه وی، در ژوئن ۲۰۱۲ برای کنسول نینتندو وی به بازار عرضه شد.